# Johan Ström (bildhuggare)
Johan Ström även känd under namnet Jon snickare, var en svensk bildhuggare verksam omkring 1700.
Ström som var verksam i trakterna runt Ångermanland under 1700-talet arbetade i en folklig retarderande stil. Ornamentiken med pilastrar, festonger, druvklasar och maskaroner är i många fall hämtade från manierismen men placerade på ett fritt vis. Han använde sig även av djurfigurer och grova masker som var groteskt utformade som för tankarna till medeltida drolerier. Bland hans arbeten märks predikstolarna i Bjärtrå kyrka, Resele kyrka 1686, Gudmundrå kyrka 1703 och Ed kyrka 1705 samt bänkinredningen i Ramsele gamla kyrka och altarverk för några kyrkor. Vid sina större uppdrag samarbetade han med Matz Larsson. 